# Toporu
Toporu è un comune della Romania di 2 267 abitanti, ubicato nel distretto di Giurgiu, nella regione storica della Muntenia.
Il comune è formato dall'unione di 2 villaggi: Tomulești e Toporu.